# Belagerung von Huesca (1094)
Die Belagerung von Huesca von 1094 war eine Militäraktion des Königs Sancho I. Ramírez von Aragón im Rahmen der Reconquista gegen die Taifa von Saragossa, bei der Sancho zu Tode kam. Huesca wurde zwei Jahre später von Sanchos Sohn Pedro I. nach der Schlacht von Alcoraz kampflos eingenommen.

## Die Belagerung
Sancho I., der seit 1063 herrschte, hatte 1089 Vorbereitungen zur Eroberung von Huesca die Befestigung der Abtei Montearagón fünf Kilometer nordöstlich der Stadt aufgenommen. 1094 begann er von diesem geschützten Posten aus eine Hungerblockade der Stadt. Die christliche Kavallerie war in der Lage, das Reisen auf der Hauptstrecke zwischen Huesca und Lérida zu verbieten und die landwirtschaftliche Arbeit in dem Gebiet, das die gut befestigte muslimische Stadt umgab, nach Belieben zu unterbrechen.
Diese Politik Aragons zur Kontrolle des Ebro-Beckens im Nordosten der Iberischen Halbinsel führte zu Zweckbündnissen seiner Gegner: der in maurischen Diensten stehende Rodrigo Díaz de Vivar, genannt el Cid, verbündete sich mit den Banu Hud gegen die aragonesischen Belagerer, die Almoraviden ihrerseits verbündeten sich mit Alfonso VI. von Kastilien und León, der in der Zwischenzeit in Álava eine Armee gegen Aragón aufgestellt hatte.

## Tod Sanchos I.
Um Huescas Schwachstellen zu erkunden, inspizierte Sancho I. am 4. Juni 1094 die Stadtmauer zu Pferd. Als er auf eine Stelle zeigte, klappte sein Harnisch auf und legte seinen Ärmel frei. Als ein muslimischer Bogenschütze dies bemerkte, schoss er einen Pfeil auf den König und traf ihn durch dessen offenen Ärmel in seine rechte Seite. Sancho verschwieg seine Wunde, kehrte nach Montearagón zurück, befahl seinen Adligen, seinem Sohn Pedro die Treue zu schwören, und verlangte Zusagen, die Belagerung fortzusetzen, bis Huesca erobert sei. Kurz danach starb er.

## Nachwirkungen
Huesca fiel am 21. November 1096 in die Hand von Sanchos Nachfolger Pedro I., möglicherweise als Folge eines anderen Ereignisses. Drei Tage zuvor, am 18. November 1096, hatte der aragonesische König in der Schlacht von Alcoraz zum ersten Mal in konventionellem Krieg eine almoravidische Hilfstruppe aus Saragossa besiegt, die von Ahmad II. al-Musta'in angeführt wurde. Der muslimischen Armee gehörten auch kastilische und leonesische Truppen unter dem Kommando der Grafen García Ordóñez de Najéra und Gonzalo Núñez de Lara an. Pedros überwältigender Sieg mag die almoravidischen Verteidiger veranlasst haben, Huesca zu verlassen, in das Pedro I. dann ungehindert einzog, und damit den Weg nach Saragossa eröffnete.
Zur Fortführung der Reconquista verbündete sich Pedro 1097 mit El Cid und verheiratete seinen Sohn Peter mit dessen Tochter Maria.
1118 eroberte Pedros Bruder und Nachfolger Alonso I. Saragossa.